# Giovanni Cernogoraz
Giovanni Cernogoraz (Kopar,  27. prosinca 1982.), hrvatski je strijelac, olimpijski, svjetski i europski prvak te državni rekorder u disciplini sportskog streljaštva – trap. Član je Novigradskog Streljačkog društva Gusar. Bio je prvi na ISSF-ovoj svjetskoj ljestvici u trapu.

## Životopis
Rodio se u slovenskome Kopru 1982. godine, a živi u Novigradu. Iz zajednice je hrvatskih Talijana. Više godina nastupa u streljačkoj disciplini trap. Bio je treći junior svijeta 2004. godine. Na Europskom prvenstvu u Osijeku 2009. godine osvojio je srebrnu medalju u disciplini trap u ekipnom natjecanju zajedno s braćom Antonom i Josipom Glasnovićem. Postao je svjetski prvak i osigurao nastup na Olimpijskim igrama u Londonu 2012. godine, osvojivši prvo mjesto na četvrtom natjecanju Svjetskog kupa u gađanju letećih meta u disciplini trap koje se održavalo u Pekingu u Kini od 19. do 28. travnja 2011. godine.
Postao je drugi hrvatski sportaš koji je osigurao nastup na Olimpijskim igrama u Londonu, nakon strijelkinje Snježane Pejčić. Prije pobjede bio je 23. na ljestvici ISSF-a u trapu. Giovanni Cernogoraz olimpijski je pobjednik, donio je zlato Hrvatskoj na Olimpijskim igrama u Londonu 2012. U finalu je bio sjajan, pogodio je 24 od 25 glinenih golubova te svih 6 u raspucavanju za zlatnu medalju. Ukupnim rezultatom od 146 pogođenih meta izjednačio je olimpijski rekord.
Na Svjetskom prvenstvu u Bakuu, u kolovozu 2023., osvojio je naslov svjetskoga prvaka u trapu, pogodivši 44 od 50 meta, ujedno i prvo svoje odličje na svjetskim prvenstvima. Tim uspjehom osigurao je nastup na Olimpijskim igrama u Parizu 2024.